# Любяшув
Любяшув (пол. Lubiaszów) — село в Польщі, у гміні Вольбуж Пйотрковського повіту Лодзинського воєводства.
Населення — 126 осіб (2011).
У 1975—1998 роках село належало до Пйотрковського воєводства.

## Демографія
Демографічна структура станом на 31 березня 2011 року:
|          | Загалом | Допрацездатний вік | Працездатний вік | Постпрацездатний вік |
| -------- | ------- | ------------------ | ---------------- | -------------------- |
| Чоловіки | 62      | 4                  | 56               | 2                    |
| Жінки    | 64      | 12                 | 39               | 13                   |
| Разом    | 126     | 16                 | 95               | 15                   |